# Dieter W. Fellner

Dieter W. Fellner

Dieter W. Fellner (* 22. Dezember 1958 in Wolfsberg, Österreich, auch bekannt als Wolf-Dietrich Fellner) ist ein österreichischer Informatiker und war bis März 2025 Institutsleiter des Fraunhofer-Instituts für Graphische Datenverarbeitung IGD in Darmstadt.

## Leben
Fellner studierte an der Technischen Universität Graz technische Mathematik. Nach seinem Diplom 1981 arbeitete er als Ingenieur in einer Entwicklungsgruppe des „intelligenten Bildschirmtext-Decoders MUPID“. 1984 promovierte er über Praktische Informatik und habilitierte sich 1988 für das Gebiet Angewandte Informationsverarbeitung an der Technischen Universität Graz.
Nach seiner Habilitation 1989 für das Gebiet Angewandte Informationsverarbeitung trat er eine Associate Professur an der Memorial University of Newfoundland, Kanada, an. 1992 folgte er einem Ruf an die Universität Bonn auf eine Professur für Informatik und 1998 wurde er zum Professor und Gründungsvorstand des Instituts für Computergraphik an der Technischen Universität Braunschweig berufen. Seit 2005 ist er Professor an seiner Heimatuniversität in Graz, wo er 2006 das Institut für Computer Graphik und Wissensvisualisierung (CGV) neu eingerichtet hat, dessen Forschungsschwerpunkte in der klassischen Computergraphik und in den Digitalen Bibliotheken liegen.
Seit Oktober 2006 leitet er das Fraunhofer-Institut für Graphische Datenverarbeitung (IGD) und ist Professor für Graphisch-Interaktive Systeme am Fachbereich Informatik der Technischen Universität Darmstadt.
Er ist Autor und (Mit-)Herausgeber vieler deutscher und englischer Bücher und Tagungsbände zu Themen seines Fachgebiets. Er ist Redaktionsmitglied in führenden Fachjournalen in den Fachbereichen Computergraphik und Digitale Bibliotheken und in den Programmkomitees vieler internationaler Konferenzen und Workshops.

## Forschungsprojekte
Fellner forscht über Themen wie User Interface Design, Formale Sprachen, Software Engineering, Telematikdienste und Computergraphik. Seine letzten Forschungsschwerpunkte waren graphische Aspekte von Digitalen Bibliotheken. Mit dem Zusammenführen von digitalen Messergebnissen, Ansichten, Schnitten und anderen Forschungsergebnissen zu Modellen mit Hilfe von 3D-Techniken sowie mit dem elektronischen Publizieren insgesamt befasste sich Fellner im Rahmen eines von ihm initiierten DFG-Schwerpunktprogramms. Im Zeitraum 1997 bis 2005 wurden pro Jahr ca. 50 Forscher in 21 Forschungsgruppen von der Deutschen Forschungsgemeinschaft gefördert und finanziert.
Als Institutsleiter des Fraunhofer IGD sind Fellner neben dem weiteren Ausbau der Institutskompetenzen vor allem drei Schwerpunkte wichtig:
1. Erfassung, Erhalt und Nutzung von Semantik in der gesamten Prozesskette der Modellbildung
2. Überlappungsbereich zwischen Computergraphik und Computer Vision als technischer Unterbau für den aktuellen Anwendungsbereich der Ambient Intelligence
3. Übertragung „bibliothekarischer“ Fragestellungen auf den Informations- und Kommunikationsbereich in Technik und Konstruktion

## Aktivitäten in wissenschaftlichen Gesellschaften, Gremien und Verbänden
Neben seiner Professur an der Technischen Universität Darmstadt bekleidet Fellner leitende Positionen in Aufsichtsgremien, Direktionen und Beiräten von Industrie und Forschungsinstitutionen im In- und Ausland. Er ist an verschiedenen internationalen Kooperationsprogrammen für Forschung, universitäre Ausbildung und Weiterbildung beteiligt.
Von 1994 bis 2003 war Fellner Vorsitzender des Computergraphik-Komitees der Gesellschaft für Informatik und war von 1997 bis 2011 gewähltes Mitglied des Eurographics Executive Committees. Im Jahr 2003 wurde er Kuratoriumsmitglied des Fraunhofer IGD und Gründungssprecher des Fachbereichs Graphische Datenverarbeitung der Gesellschaft für Informatik (GI). Seit 2004 ist Professor Fellner technischer Fachgutachter für die Europäische Forschungsgemeinschaft (ESF) im Komitee für Physik- und Ingenieurwissenschaften (PISC). Er ist außerdem Mitglied des Gründungsausschusses des Leibnitz Informationszentrums der Deutschen Zentralbibliothek für Wirtschaftswissenschaften (ZBW) und des Revisionsausschusses der Deutschen Exzellenzinitiative, die darauf abzielt, gleichermaßen Spitzenforschung und die Anhebung der Qualität des Hochschul- und Wissenschaftsstandortes Deutschland zu fördern.
In den Jahren 1997 und 2003 war er Vorsitzender des wissenschaftlichen Programms der Eurographics Conference. Er war Hauptprogrammvorsitzender des Symposiums Verallgemeinerte Dokumente & Digitale Bibliotheken im Zeitraum 1998 bis 2004.
Von 2001 bis 2005 war Fellner Mitglied im Beratungsausschuss des niedersächsischen Forschungsministeriums. Bis 2002 hatte er den Vorsitz des Präsidialausschusses der Gesellschaft für Informatik (GI) für den Bereich Digitale Bibliotheken. Außerdem übt er beratende Tätigkeiten für den Deutschen Wissenschaftsrat, die Deutsche Forschungsgemeinschaft, das Deutsche Bundesministerium für Bildung und Forschung (BMBF) und die Europäische Kommission (DG INFSO), als Mitglied des ISTAG (ICT Advisory Group der European Commission) aus. Von 2007 bis 2011 war er gewähltes Mitglied des DFG Ausschusses für wissenschaftliche Bibliotheken und Informationssysteme (AWBI). 2009 wurde Fellner in die Academia Europaea aufgenommen.
Seit 1. Januar 2016 ist Fellner Verbundvorsitzender des IUK-Technologie, einem Zusammenschluss von 20 Fraunhofer-Instituten, die sich der Forschung und Entwicklung zum Thema Informations- und Kommunikationstechnologie verschrieben haben.

## Patente
2001 wurde Fellner auf die von ihm zusammen mit Z. Liu entwickelte Methode zum Vorausberechnen der Verbreitung von Radiowellen ein Patent erteilt.

## Auszeichnungen
2018 erhielt Fellner die Eurographics Gold Medal für seine Verdienste um das Fortschreiten der Computergraphik, womit auch seine seit Jahren währende Führungsrolle innerhalb der Eurographics Association gewürdigt wurde. Im September 2019 erhielt Fellner von der Universität Rostock eine Ehrendoktorwürde.